# Anne und Patrick Poirier

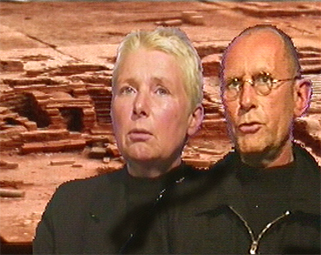
Anne und Patrick Poirier

Anne (* 31. März 1942 in Marseille) und Patrick (* 5. Mai 1942 in Nantes) Poirier sind ein französisches Künstlerehepaar.

## Werdegang und künstlerisches Wirken
Anne und Patrick Poirier studierten von 1963 bis 1966 an der École nationale supérieure des arts décoratifs in Paris. Nachdem sie den Prix de Rome gewonnen hatten, lebten sie von 1969 bis 1971 als Stipendiaten der Académie de France à Rome in der Villa Medici in Rom.
Der Aufenthalt der beiden in Rom mit seinen Zeugnissen aus der Antike, eine Reise nach Angkor im Jahr 1970, aber auch beider Kindheitserfahrungen im kriegszerstörten Frankreich waren bestimmend für ihr künstlerisches Schaffen; zentrale Thematik der von den Poiriers geschaffenen Werke ist das kulturelle Gedächtnis, aber auch das Vergessen. Ihre Kunst sehen sie in Nähe zur Archäologie. In vielen Werken der Poiriers finden sich Zitate und Versatzstücke aus der Antike, die das Künstlerpaar in neuen Bedeutungszusammenhängen arrangiert: Gebrochene und zerbrochene Säulen oder auch überdimensional vergrößerte Augenpartien aus Michelangelos „David“. Damit werden Anne und Patrick Poirier zur Richtung der Spurensicherung gerechnet.

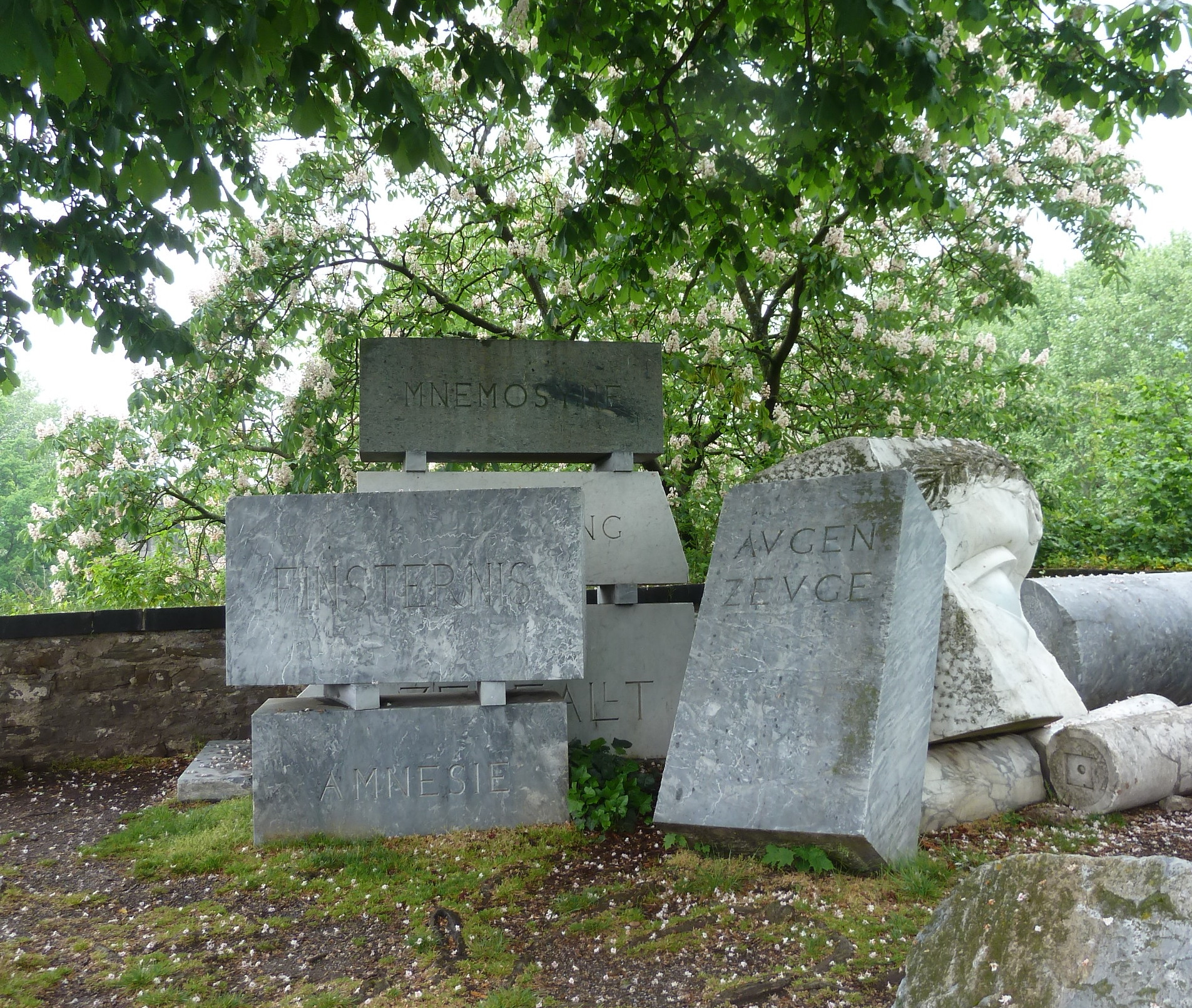
„Depot der Erinnerung und des Vergessens“, 1992; Ludwigmuseum, Koblenz

## Stellungnahme
„Die Erinnerung ist die Bedingung jeden schöpferischen Aktes, jedes Aufbaus der Zukunft, aber wir bestehen auch aus Vergessen. Es gibt keine Erinnerung ohne dieses enorme und mächtige Gegengewicht des Vergessens. Ist der Schaffende nur ein Archäologe der Erinnerung und des Vergessens?“

## Werke (Auswahl)
- Ostia antica. 1971–1972
- Domus aurea. 1975–1977

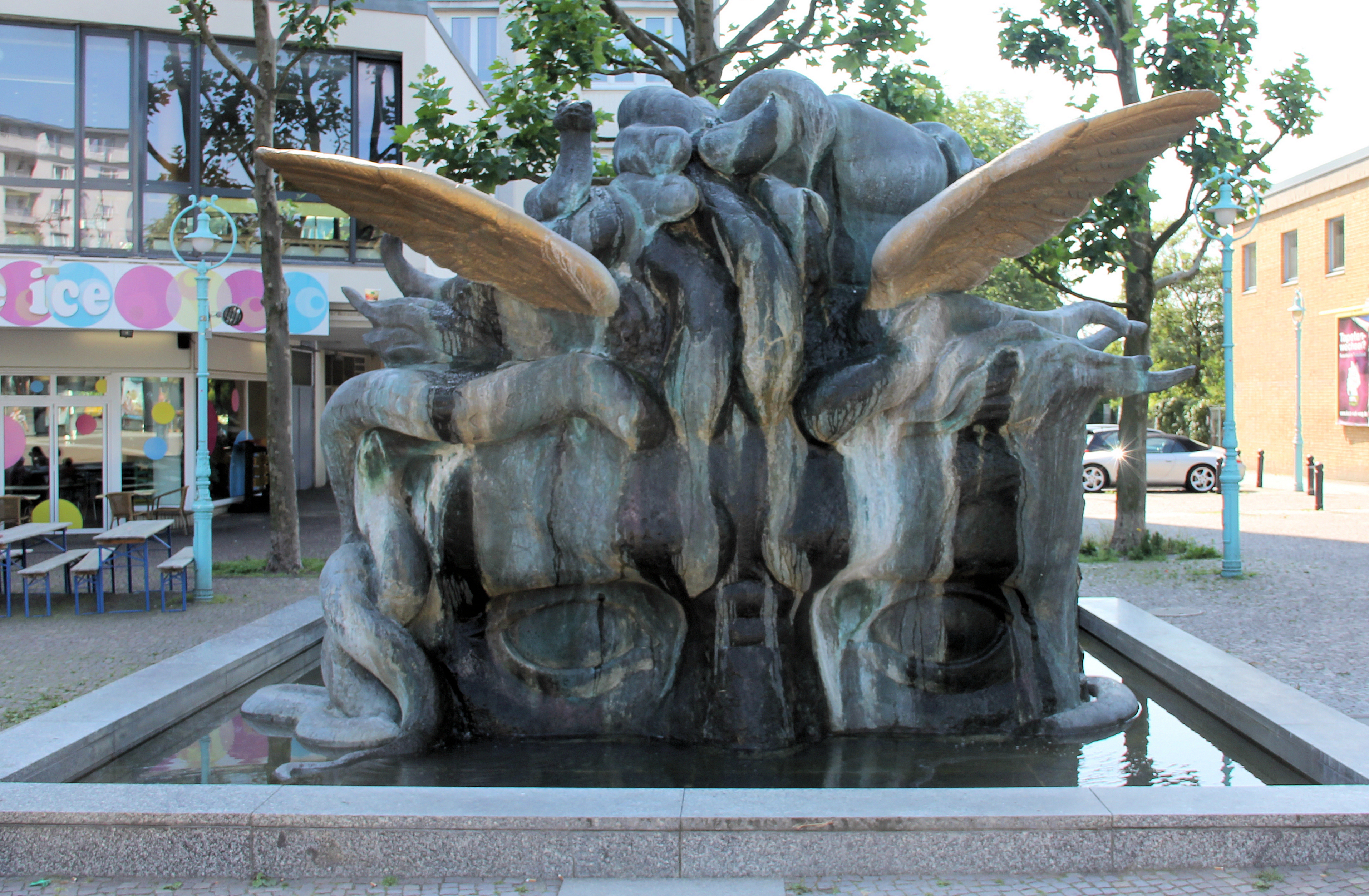
Medusa Brunnen am Henriettenplatz in Berlin-Halensee, 1987

- La grande colonne noire du Suchères. 1984–1985
- Gorgobrunnen „Medusa“, 1987
- Oculus historiae, oculus memoriae, oculus oblivionis. 1989–1990
- Mnemosyne. 1990–1991
- De la Fragilité du Pouvoir. 1989–1992
- Dépot de mémoire et d'oubli. 1992. Museum Ludwig Koblenz
- Danger zone. 2001
- War game. 2002
- Memoria Mundi. 2002, Kunstweg MenschenSpuren, Neandertal

## Ausstellungen (Auswahl)
- Galerie Maenz Köln, 1972
- Biennale von Paris, 1973
- Kunstverein in Hamburg, 1974
- Biennale Venedig, 1976, 1980, 1984
- documenta 6 Kassel, 1977
- Musée National d’Art Moderne Paris, 1978
- Städtische Galerie im Lenbachhaus München, 1988
- Museum Moderner Kunst Wien, 1994
- Centrum für Gegenwartskunst Linz, 2002[4]
- Skulpturenpark Waldfrieden, Wuppertal, 29. Oktober 2016 bis 8. Januar 2017, Kurzbeschreibung von der Website des Skulpturenparks Waldfrieden, abgerufen am 17. September 2016